# Formose Mendy (Fußballspieler, 2001)
Formose Mendy (* 2. Januar 2001 in Dakar) ist ein senegalesischer Fußballspieler.

## Karriere

### Verein
Mendy spielte in seiner Jugend bei der Fußball-Akademie Darou Salam in seiner Geburtsstadt Dakar. 2019 zog er nach Europa, wo er sich zunächst dem FC Porto anschloss. Von dort wechselte er nach einem Jahr zum FC Brügge, wo er für dessen Nachwuchsteam Club NXT in der zweitklassigen Challenger Pro League spielte.
Im Juni 2021 unterschrieb Mendy einen Vierjahresvertrag beim französischen Zweitligisten SC Amiens. Zur Saison 2023/24 wechselte er zum FC Lorient.

### Nationalmannschaft
Mit der senegalesischen U-20-Nationalmannschaft nahm Mendy an der U-20-Fußball-Afrikameisterschaft 2019 teil. Während dieses Turniers kam er in allen Spielen zum Einsatz. Trotz seines verwandelten Elfmeters verlor der Senegal das Finale gegen Mali nach Elfmeterschießen. Bei der wenige Monate später stattfindenden U-20-Fußball-Weltmeisterschaft 2019 in Polen wurde er nur im Vorrundenspiel gegen die Gastgeber eingesetzt. Der Senegal schied im Viertelfinale gegen Südkorea nach Elfmeterschießen aus.
Sein Debüt für die A-Nationalmannschaft gab Mendy am 27. September 2022 in einem Freundschaftsspiel gegen den Iran, bei dem er über die komplette Spielzeit eingesetzt wurde. 
Anlässlich der Fußball-Weltmeisterschaft 2022 in Katar nominierte ihn Nationaltrainer Aliou Cissé für das senegalesische Aufgebot.